# Oineo (figlio di Portaone)
Oineo (in greco antico: Οἰνεύς?, Oinéus) o Eneo è un personaggio della mitologia greca. Fu un re di Calidone.

## Genealogia
Figlio di Portaone e di Eurite, sposò Altea da cui ebbe le figlie Deianira e Gorga ed i maschi Tosseo, Tireo, Climeno, Meleagro, Agelao, Fere e Perifante.
Oineo fu anche padre di Perimede, Tideo (avuto con la figlia Gorga per volontà di Zeus o dalla seconda moglie Peribea), delle Meleagridi (Melanippe ed Eurimede) di Melanippo (od Olenias) e Mothone  (avuta da una concubina).

## Mitologia
Uccise suo figlio Tosseo con le sue stesse mani quando questi scavalcò il fossato disobbedendogli. Dopo la morte di sua moglie Altea, ricevette Peribea mandatagli dal padre per essere uccisa ma se ne innamorò e la tenne con sé.

### Dioniso e la vite
Ospitò il dio Dioniso e questi s'innamorò di sua moglie Altea e quando Oineo lo seppe lasciò volontariamente la città fingendo di compiere riti sacri. Dioniso mise Altea incinta di Deianira ed insegnò ad Oineo la coltivazione della vite ed il modo per ottenere il vino. Infine decretò che in suo onore l'uva dovesse essere chiamata οἶνος òinos (cioè vino). Ad Oineo infatti, l'enciclopedia Suda collega una possibile etimologia del termine greco οἶνος citando un verso delle Georgiche: «Oineo, dopo averlo premuto nei calici vuoti, lo chiamò vino».

### Il cinghiale calidonio

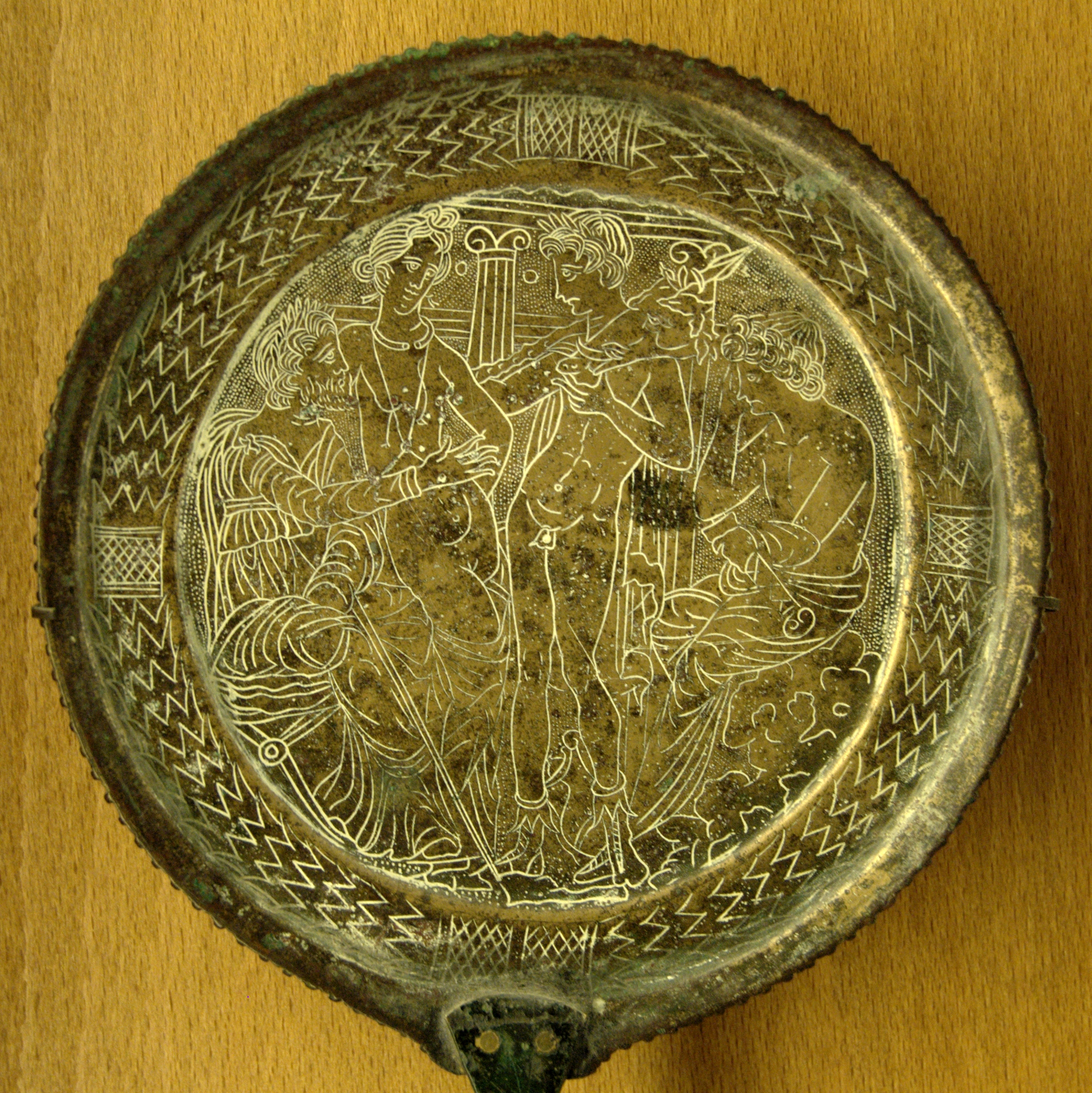
Oineo con Atalanta, Meleagro e Tideo. Specchio etrusco inciso, bronzo, IV-III secolo a.C.

Per favorire i raccolti, durante le cerimonie della mietitura era solito fare dei sacrifici annuali a tutti gli dei ma omise di onorare Artemide che, offesa, mandò un cinghiale di grosse dimensioni a devastare i territori di Calidone (il suo regno, e fu per questo che nelle leggende prese il nome di cinghiale calidonio). Così suo figlio Meleagro promise di recarsi alla ricerca dei migliori cacciatori per catturarlo.

### Destituzione e restaurazione
Molti anni dopo, fu deposto dai figli dal fratello Agrio che diedero il regno al padre e lo imprigionarono e torturarono fino a quando suo nipote Diomede lo soccorse. 
 
Con Alcmeone o Stenelo, fecero guerra a Licopeo (uno dei figli di Agrio) e dopo averlo ucciso (od averne uccisi alcuni) Diomede espulse l'usurpatore dal regno per restituirlo ad Oineo o (e poiché Oineo era troppo vecchio) diede il trono ad Andremone, il marito di Gorga.
Nei suoi ultimi anni, Oineo fu portato da Diomede ad Argo e fu seppellito in posto a cui venne dato il suo nome.

## Opere
Oineo fu protagonista di una tragedia omonima scritta da Euripide e di cui ne sono rimasti solo alcuni riferimenti in varie opere di autori antichi o nei loro scoli. Una di queste è la commedia Gli acarnesi di Aristofane.